# Chiesa di San Secondo (Givoletto)
La chiesa di San Secondo è la parrocchiale di Givoletto, in città metropolitana e arcidiocesi di Torino; fa parte del distretto pastorale Torino Ovest.

## Storia
La prima citazione di una cappella a Givoletto risale al 1014 ed è contenuta in una bolla di papa Benedetto VIII dalla quale si apprende che la suddetta dipendeva dal monastero di Breme.
Nel 1555 un'antica torre di avvistamento del demolito castello givolettese venne ristrutturata e adattata come campanile.
Grazie alla relazione della visita pastorale del 1584 di monsignor Angelo Peruzzi si conosce che la chiesetta era circondata dal camposanto e che il battistero, il pavimento e gli altari versavano in condizioni non ottimali.
Nel 1752 iniziarono per interessamento di don Carlo Camiotto i lavori di rifacimento della parrocchiale; l'opera fu ultimata nel 1752 e nel medesimo anno venne celebrata la consacrazione dall'arcivescovo di Torino Francesco Luserna Rorengo di Rorà.
La struttura fu nuovamente ampliata nel 1862 per volere di don Giacomo Audisio, allorché si provvide ad allungare la navata e a ricostruire la facciata.
Negli anni settanta del Novecento, in ossequio alle norme postconciliari, il presbiterio fu adattato collocandovi l'ambone e il nuovo altare rivolto verso l'assemblea.

## Descrizione

### Esterno
La facciata a salienti della chiesa, rivolta a ponente e scandita da lesene, presenta centralmente il portale d'ingresso, sormontato da una piattabanda, e il rosone ed è coronata dal timpano triangolare; in quest'ultimo vi è la scritta "DOM", mentre nella sottostante trabeazione si legge "ET D. SECUNDO M.PATRONO DICATUM".
A una quindicina di metri dalla parrocchiale sorge il campanile a base quadrata, la cui cella presenta su ogni lato una monofora ed è coperta dal tetto a quattro falde.

### Interno
L'interno dell'edificio si compone di tre navate, separate da pilastri abbelliti da lesene e sorreggenti archi a tutto sesto; al termine dell'aula si sviluppa il presbiterio, rialzato di tre gradini, ospitante l'altare maggiore e chiuso dalla parete a fondale piatto.